# Unisławice (województwo kujawsko-pomorskie)
Unisławice – wieś w Polsce położona w województwie kujawsko-pomorskim, w powiecie włocławskim, w gminie Kowal.
| SIMC    | Nazwa              | Rodzaj    |
| ------- | ------------------ | --------- |
| 1034366 | Kaliska            | część wsi |
| 1034410 | Kolonia Unisławska | część wsi |
| 1034567 | Nagroda            | część wsi |
| 1034685 | Szatkowizna        | część wsi |

W latach 1975–1998 miejscowość administracyjnie należała do województwa włocławskiego. Według Narodowego Spisu Powszechnego (III 2011 r.) liczyła 244 mieszkańców. Jest ósmą co do wielkości miejscowością gminy Kowal.